# Verona
Verona ist eine Großstadt in der Region Venetien im Nordosten Italiens. Sie hat 255.298 Einwohner (Stand 31. Dezember 2023) und ist Hauptstadt der Provinz Verona. Verona liegt an der Etsch etwa 59 m über dem Meeresspiegel am Austritt des Etschtals und der Brenner-Transitroute in die Po-Ebene und somit an einem bedeutenden Verkehrsknotenpunkt. Seit dem Jahr 2000 gehört die Altstadt von Verona zum UNESCO-Welterbe. Heute ist die Stadt ein wichtiges Wirtschaftszentrum und Sitz der Universität Verona.

## Geschichte

### Frühgeschichte und Antike
Zu einer ersten vorübergehenden Besiedlung Veronas kam es zwischen dem 11. und dem 8. Jahrhundert v. Chr., wie Grabbeigaben und vereinzelte Keramikfunde belegen. Besiedelt wurde zunächst das linke Etschufer rund um den Colle San Pietro, an dem eine Furt auf die andere Flussseite führte. Erst mit dem 4. Jahrhundert v. Chr. war der Hügel und seine nähere Umgebung erneut Ort einer festen Siedlung. Funde, die den Rätern, Euganeern und Cenomanen zugeordnet werden können, unterstreichen, dass die Siedlung an der Grenze verschiedener Kulturbereiche lag. Bereits römische Quellen hatten sich in dieser Richtung geäußert und Verona mit den genannten Völkern und Stämmen in Verbindung gebracht. Im 2. Jahrhundert v. Chr. tauchten die ersten römischen Siedler auf. Der Bau der Via Postumia 148 v. Chr. förderte die weitere römische Ansiedlung. Mit der Verleihung des latinischen Bürgerrechts an die Bewohner der Gallia cisalpina 89 v. Chr. wurde Verona zum Oppidum ausgebaut.
Mit der Verleihung der römischen Bürgerrechte unter Gaius Iulius Caesar wurde Verona 49 v. Chr. zum Municipium, was als offizieller Gründungsakt der Stadt angesehen wird. Mit der Ernennung erfuhr Verona auch einen radikalen städtebaulichen Schnitt. Lag das Zentrum des Ortes bis dahin am linken Etschufer, wurde Verona nun am rechten Ufer innerhalb der Etschschleife neu angelegt und an der zur Po-Ebene offenen Seite mit Stadtmauern geschützt. Zwischen Etsch und den römischen Stadtmauern entstand bereits unter Kaiser Augustus die römische Stadt Verona, die bald über ihre Mauern hinaus wuchs. So wurde das gut erhaltene Amphitheater – die Arena von Verona – ein knappes Jahrhundert später bereits vor den Stadtmauern angelegt.

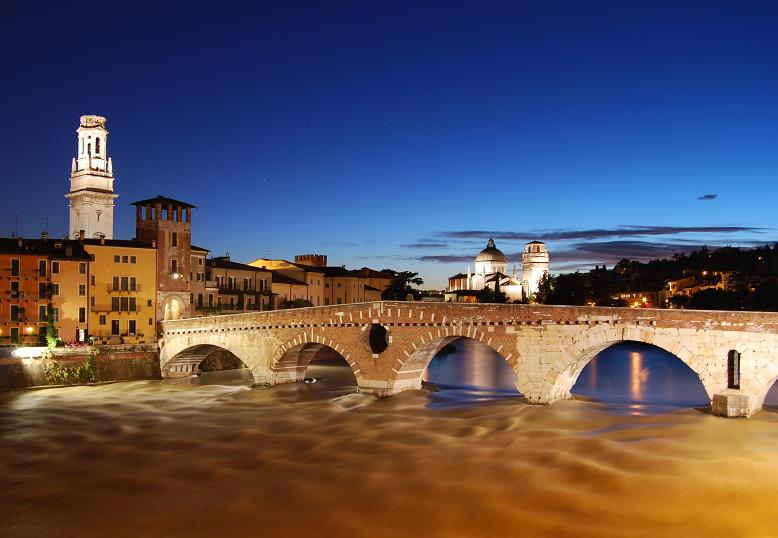
Ponte Pietra (100 v. Chr.)

Im Vierkaiserjahr 69 n. Chr. entging Verona im Gegensatz zu Cremona der Verwüstung im Kampf zwischen den Legionen des Vespasian und den Legionen des Vitellius. Danach setzte bis zur Reichskrise des 3. Jahrhunderts eine friedlichere Phase ein. Der Usurpator Decius schlug hier 249 den Kaiser Philippus Arabs, Konstantin 312 den Pompejanus (Schlacht von Verona).
Während der Völkerwanderung wurde Verona 402 von den Westgoten unter Alarich bedroht. Zwar konnte Stilicho in der Schlacht bei Verona noch einen Sieg über Alarich erringen. Aber bereits 452 plünderten die Hunnen unter Attila die Stadt. Nach dem Sieg des Ostgotenkönigs Theoderich über Odoaker bei Verona 489 wurde die Stadt neben Pavia und Ravenna zur Residenz des Ostgotenkönigs, der später im deutschen Hoch- und Spätmittelalter zur Sagenfigur Dietrich von Bern stilisiert wurde. Aus dem Sagenkreis um Dietrich von Bern stammt auch der alte Name der Stadt: „Dietrichsbern“. Weiterhin war in alter Zeit die Bezeichnung „Welsch-Bern“ gebräuchlich (zimbrisch: Bearn).

### Mittelalter und frühe Neuzeit

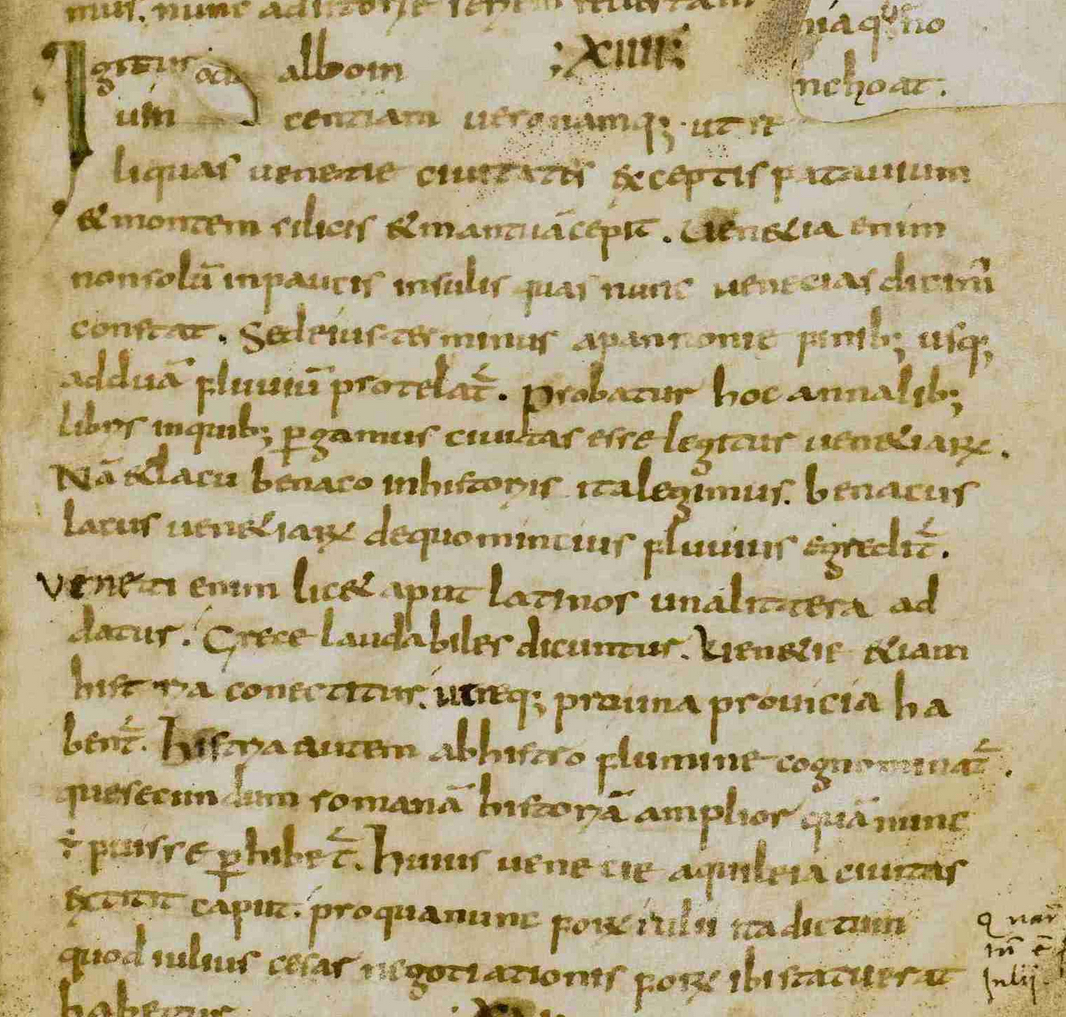
Buch II, 14 der Historia Langobardorum des Paulus Diaconus in der Handschrift Cividale del Friuli, Museo Archeologico Nazionale, XXVIII (1. Hälfte 9. Jahrhundert); darin wird neben anderen Städten die Einnahme von Verona durch König Alboin erwähnt.

Im 5. und 6. Jahrhundert war Verona nicht nur Residenz der Ostgoten, sondern wurde auch von den Langobarden unter König Alboin, wohl kampflos, in Besitz genommen, bis es an das fränkische Reich kam.
In der Folge der verheerenden Ungarneinfälle ab 899 in Oberitalien wurde die stark befestigte Stadt nach 900 Sitz einer Münzstätte, die zum Ausgangspunkt des Veroneser Währungsraums wurde. Ab 952 gehörte Verona zur Markgrafschaft Verona und damit zum Herzogtum Bayern und bzw. (ab 976) zu Kärnten. Erst zu Beginn des 12. Jahrhunderts wurde Verona selbständig und besaß eigene Stadtrechte. 1117 wurde die Stadt von einem Erdbeben getroffen, bei dem unter anderem Teile der Arena einstürzten. Die verheerenden Ausmaße, der von späteren Chronisten dargestellten Schäden, wurden in neueren Studien allerdings in Zweifel gestellt. Bei einem Stadtbrand 1172, ausgelöst durch Streitigkeiten zwischen Ghibellinen und Guelfen, brannten große Teile der Stadt ab. 1184 fand das Konzil von Verona statt.

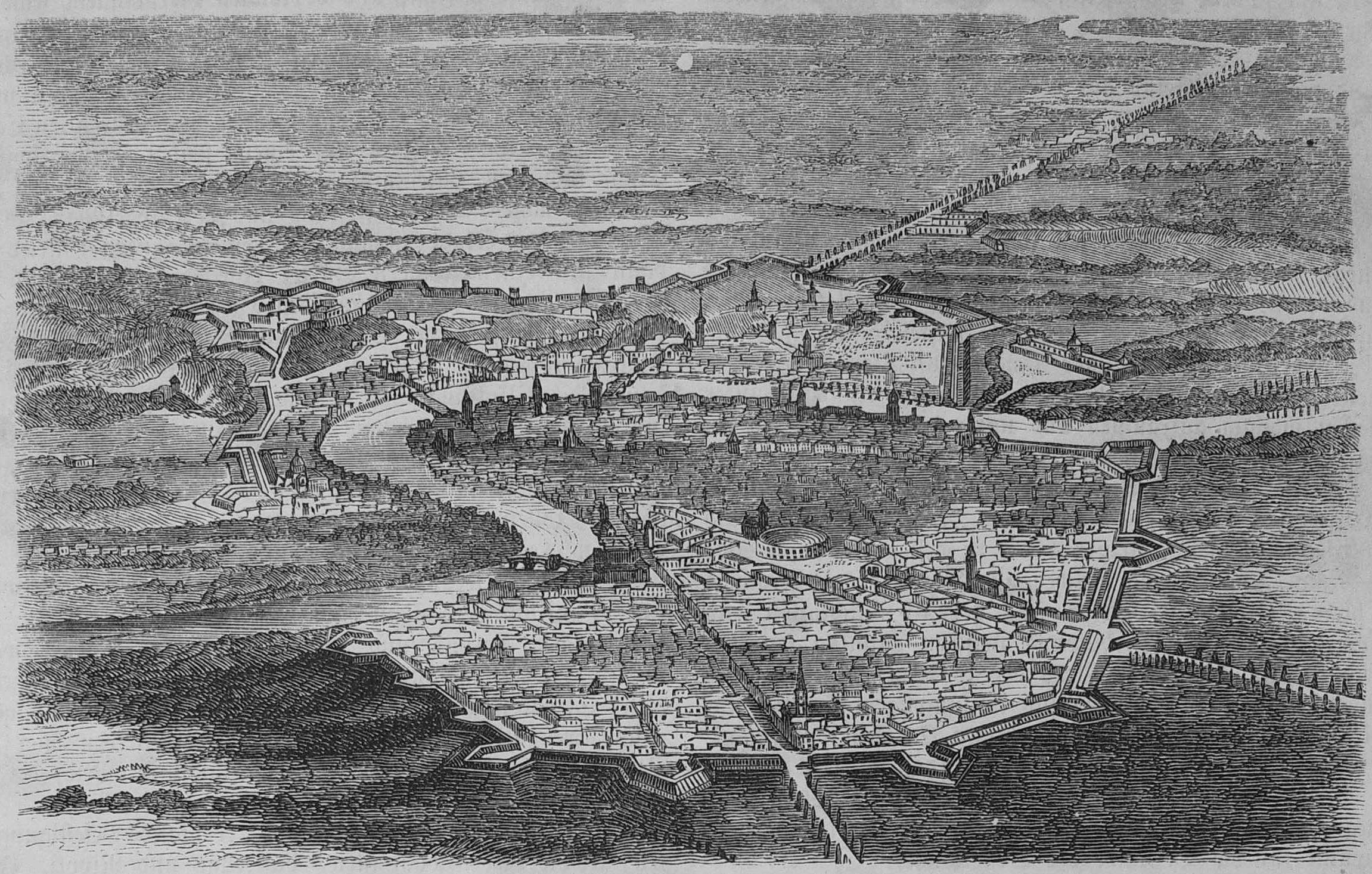
Verona 1866

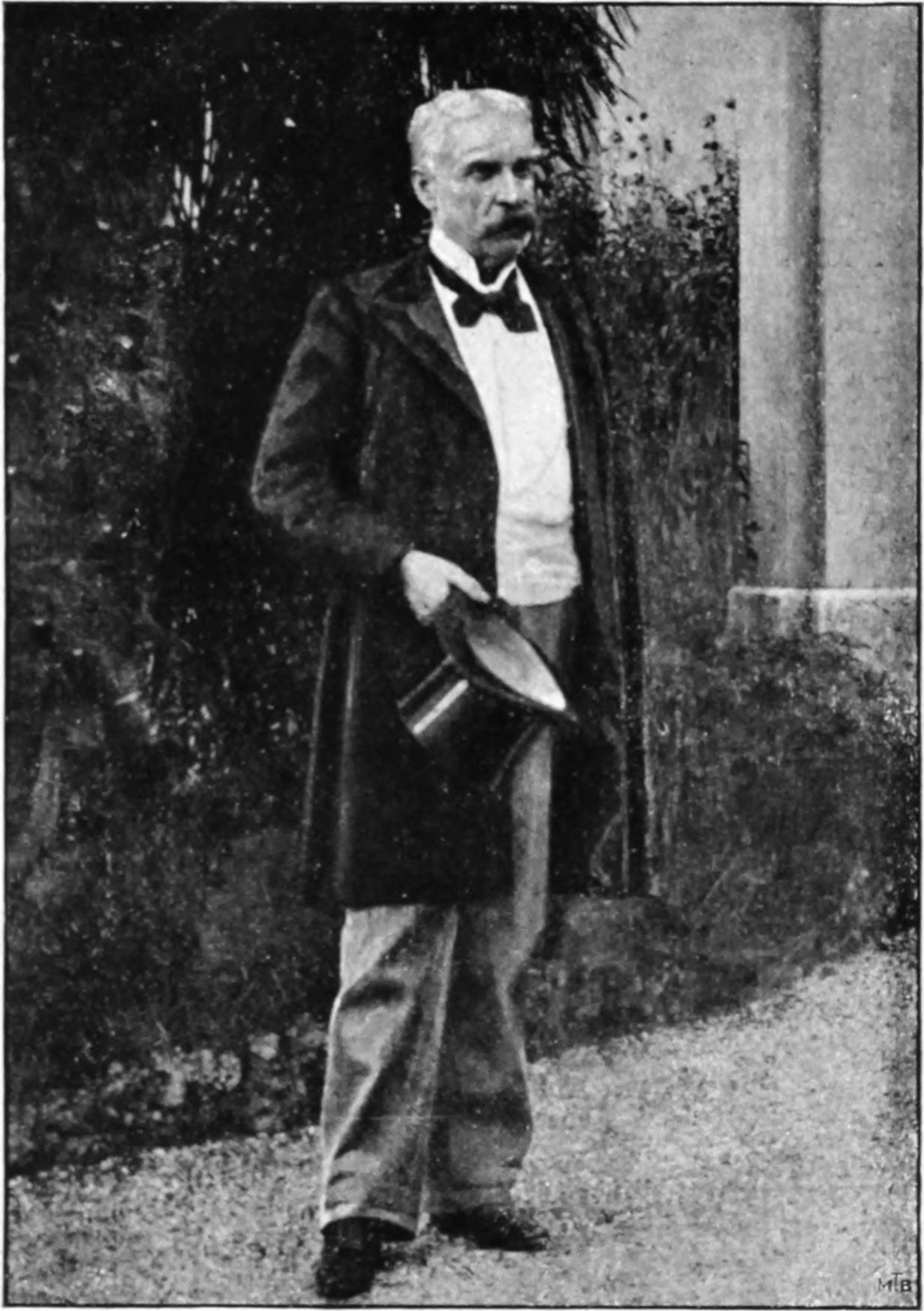
Antonio Guglielmi, Bürgermeister 1883–1887

Im Kampf gegen Kaiser Friedrich I. stand Verona mit an der Spitze des Lombardischen Städtebundes. Darauf wurde es durch die Parteikämpfe der Adelsparteien, der Montecchi (Ghibellinen) und der San Bonifazios (Guelfen), erschüttert. Zu Anfang des 13. Jahrhunderts bemächtigten sich die Ezzelini, die Beschützer der Montecchi, der Stadt. Nach dem Tod Ezzelinos III. da Romano (1259) wählten die Veroneser 1260 Mastino I. della Scala zum Podestà. Die Scaliger herrschten fortan 127 Jahre lang über Verona und erreichten unter der Signoria von Cangrande I. ihre höchste Blüte und unter seinem Nachfolger Mastino II. die größte territoriale Ausdehnung.
1387 fiel Verona nach der Vertreibung von Antonio della Scala durch Gian Galeazzo Visconti an die Mailänder Visconti. Nach dem Tod Gian Galeazzos 1402 nutzten die Carraresi aus Padua das entstandene Machtvakuum und nahmen die Stadt 1404 in ihren Besitz. Aber bereits 1405 beendete die Republik Venedig die Träume eines paduanischen Herrschaftsgebietes auf der Terraferma und Francesco II. da Carrara musste Verona an die Serenissima übergeben. Mit dem von einer Vertretung der Stadt am 24. Juni 1405 geleisteten Treueid gegenüber der Republik Venedig begann die venezianische Herrschaft. Letztere wurde 1509 nach der Niederlage Venedigs in der Schlacht von Agnadello unterbrochen und die Stadt von den kaiserlichen Truppen Maximilian I. besetzt. Nach dem Ende des Krieges der Liga von Cambrai fiel Verona 1517 wieder an Venedig.
1630 wurde die Stadt erneut von der Pest heimgesucht, nachdem die Bevölkerung von Verona bereits im 14. und 15. Jahrhundert von Pestepidemien dezimiert worden war. Der im März 1630 ausgebrochenen Epidemie fielen bis November des gleichen Jahres etwa 30.000 der 50.000 Einwohner zum Opfer. An dem vom Geschichtsschreiber Francesco Pona abgefassten Bericht über die Epidemie inspirierte sich später Alessandro Manzoni für sein Werk I Promessi Sposi.

### Moderne
Nach dem von Napoleon Bonaparte bedingten Ende der Republik Venedig fiel Verona im Frieden von Campo Formio 1797 an Österreich; der vorherige, antifranzösische Aufstand der Veroneser zu Ostern wurde blutig niedergeschlagen. Unter österreichischer Herrschaft war die Stadt Teil des oberitalienischen Festungsvierecks (it.: Quadrilatero), das 1815 zur Verteidigung der habsburgerischen Besitztümer in Italien in den Orten Peschiera, Mantua, Legnago und Verona errichtet wurde. Der Ausbau zur Festungsstadt wurde zwischen 1833 und 1866 nach Plänen des Ingenieurgenerals Franz von Scholl vorgenommen. 1866 kam Verona als Ergebnis des Deutschen Kriegs nach dem Dritten Italienischen Unabhängigkeitskrieg zum Königreich Italien.
1882 wurde die Stadt an der Etsch von einer schweren Flutkatastrophe heimgesucht, bei der mehrere Gebäude vollkommen zerstört, fast 200 beschädigt und 3000 Menschen obdachlos wurden. Der nachfolgende Wiederaufbau prägt nach wie vor das Stadtbild entlang des Etschufers. 1913 wurde zum 100. Geburtstags von Giuseppe Verdi in der römischen Arena die Oper Aida aufgeführt. Aus dem überwältigenden Erfolg entstanden nach dem Ersten Weltkrieg die Opernfestspiele in der Arena von Verona.
Nachdem Verona bereits im Ersten Weltkrieg zum Ziel der österreichisch-ungarischen Luftstreitkräfte geworden war, wurde die Stadt im Zweiten Weltkrieg mehrmals von den Alliierten bombardiert. Im Herbst 1943 fand im Castelvecchio der erste Parteitag der neugegründeten Republikanischen Faschistischen Partei statt, die nach dem Sturz Mussolinis im Juli 1943 und dem Verbot der Faschistischen Partei im September des gleichen Jahres gegründet worden war. An gleicher Stelle fand im Januar 1944 der sogenannte Prozess von Verona statt. In dem Schauprozess wurden sieben ehemalige Mitglieder des Großen Faschistischen Rats, die in der Sitzung vom 24./25. Juli 1943 im Rom im Palazzo Venezia für die Absetzung von Benito Mussolinis als Oberbefehlshaber der italienischen Streitkräfte gestimmt hatten, wegen Hochverrats zum Tode verurteilt, darunter Galeazzo Ciano, der Schwiegersohn Mussolinis. Am 26. April 1945 wurde Verona im Rahmen der alliierten Frühjahrsoffensive befreit. Zuvor hatten die abziehenden deutschen Truppen noch sämtliche zehn Etschbrücken der Stadt, darunter die Römerbrücke Ponte Pietra sowie die Scaligerbrücke, gesprengt.
Heute ist die Stadt durch die Nähe zum Gardasee und zu Venedig ein beliebtes Ausflugsziel für Touristen und wirtschaftliches Zentrum der Region Venetien. 2000 wurde die Altstadt von Verona in die Liste des UNESCO-Welterbes aufgenommen.

### Bevölkerungsentwicklung
| Jahr      | 1871   | 1881   | 1901   | 1911    | 1921    | 1931    | 1936    | 1951    | 1961    | 1971    | 1981    | 1991    | 2001    | 2011    |
| --------- | ------ | ------ | ------ | ------- | ------- | ------- | ------- | ------- | ------- | ------- | ------- | ------- | ------- | ------- |
| Einwohner | 86.443 | 89.784 | 99.579 | 116.518 | 131.711 | 145.863 | 153.565 | 178.415 | 221.001 | 266.205 | 265.932 | 255.824 | 253.208 | 252.250 |

Quelle: ISTAT

## Römisches Verona
Von der Bedeutung Veronas als eines politischen und wirtschaftlichen Zentrums zeugen heute noch etliche Monumente, angefangen von der Arena bis zum Römischen Theater, vom Gavi-Bogen bis zum Stadttor Porta Borsari, von dem Grabungsgebiet der Porta Leoni bis zu den Scavi Scaligeri.

### Arena

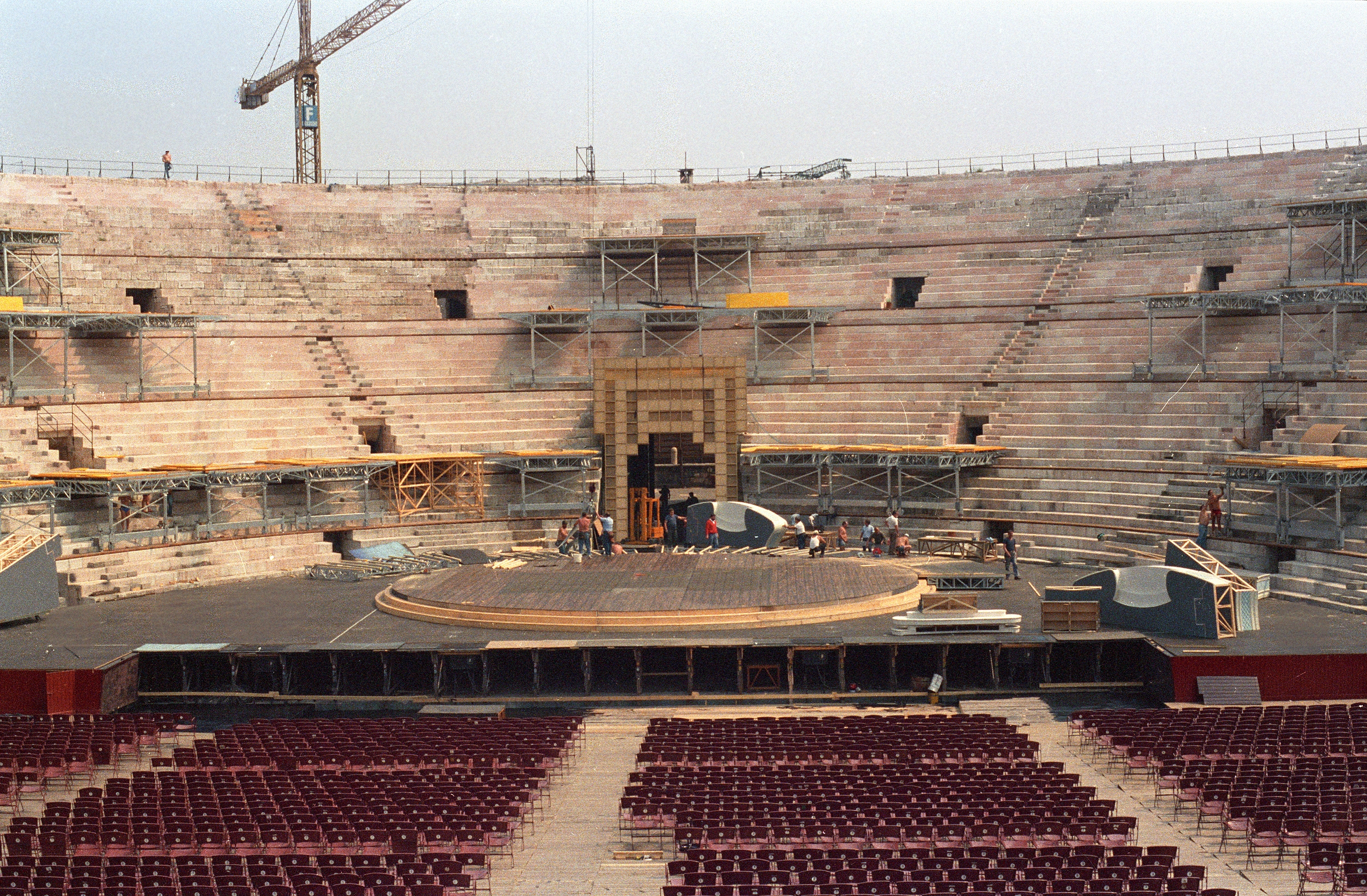
Die Arena von Verona beim Aufbau der AIDA-Festspiele

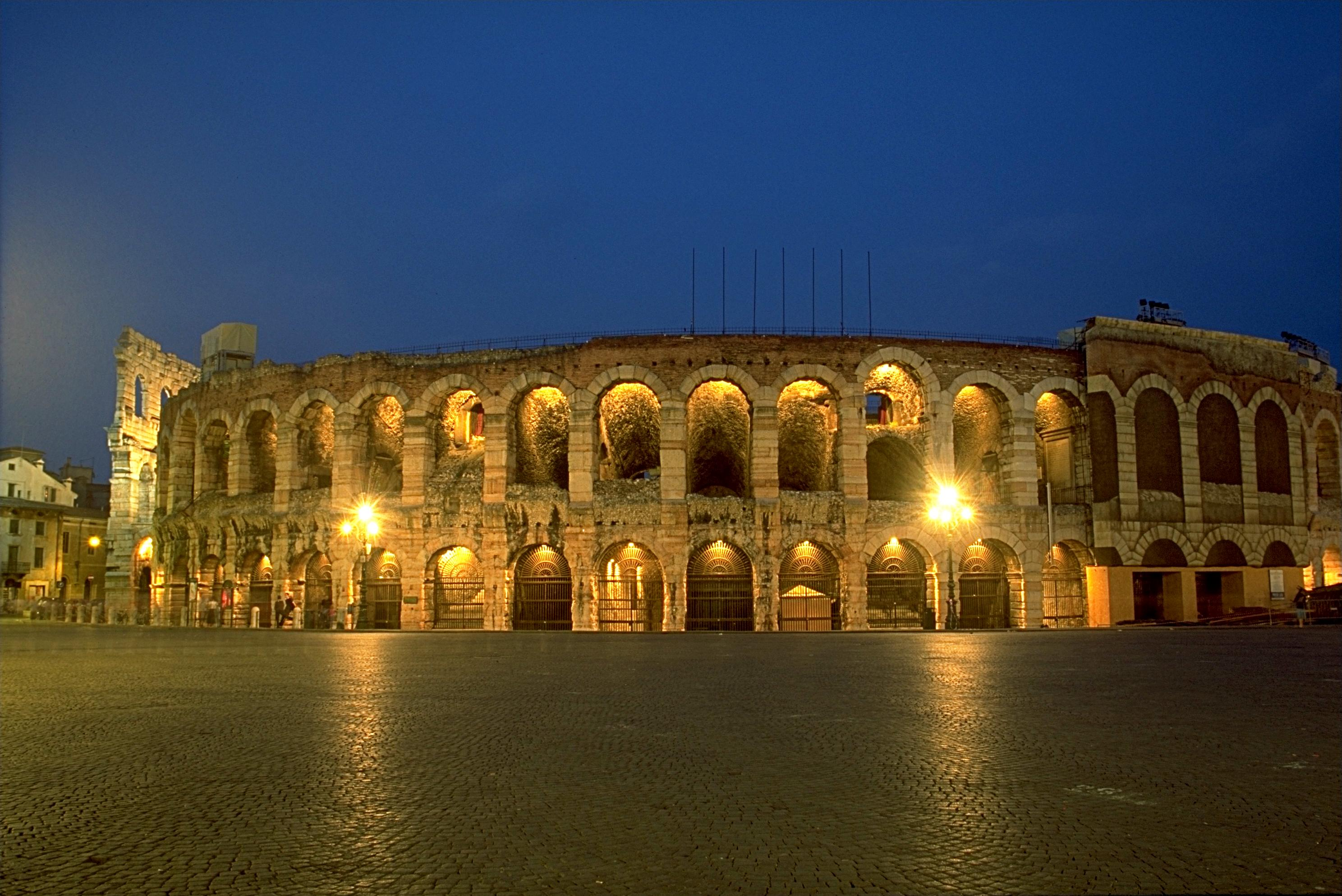
Die Arena in der Dämmerung

Das gut erhaltene und in das heutige Stadtbild mit einbezogene Amphitheater wurde wahrscheinlich unter Kaiser Tiberius um 30 n. Chr. erbaut. Es entstand ein halbes Jahrhundert vor dem Kolosseum in Rom (80 n. Chr.) und ist somit eines der frühesten Beispiele für ein von den Römern fortentwickeltes, in Form eines geschlossenen Ovals angelegtes Amphitheater. Das Bauwerk ist 138 m lang, 109 m breit und ist das nach dem Erhaltungszustand zweitgrößte Amphitheater neben dem Kolosseum in Rom. Die klassisch gegliederte Fassade besteht aus zweigeschossigen Arkadenbögen; man muss sich das Original jedoch mit einer zusätzlichen Außenmauer aus rosafarbenem Marmor vorstellen. Das Innere der Arena besteht aus 45 Sitzreihen, welche 45 cm hoch und 45 cm tief sind, mit heute etwa 22.000 Plätzen. Im Sommer finden in der Arena die berühmten Opernfestspiele statt.

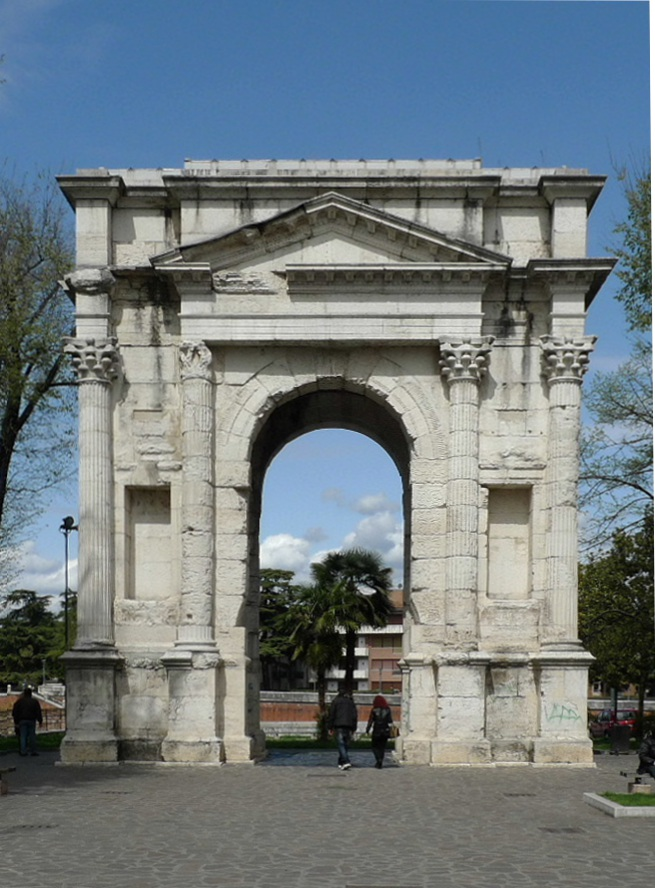
Arco dei Gavi

Umgeben ist die Arena von der Piazza Bra mit dem 1730 angelegten, gepflasterten Listone. Der breite Bürgersteig mit vielen Restaurants verläuft vor den Fassaden der Palazzi auf der Westseite des Platzes.

### Arco dei Gavi
Auf dem Weg vom Ponte Scaligeri in die Stadt – auf einem der Etsch zugewandten Platz am Ende des Corso Cavour – kommt man als erstes am Arco dei Gavi vorbei. Ursprünglich befand er sich nicht weit entfernt vom Uhrturm des nahegelegenen Castelvecchio und wurde später in den Stadtmauerring einbezogen. Der römische Ehrenbogen stammt aus dem 1. Jahrhundert n. Chr. 1805 rissen die Franzosen das Monument ab. Die Trümmer wurden erst 1932 wiederentdeckt und nach einer Aufrisszeichnung neu zusammengefügt.

### Porta Borsari

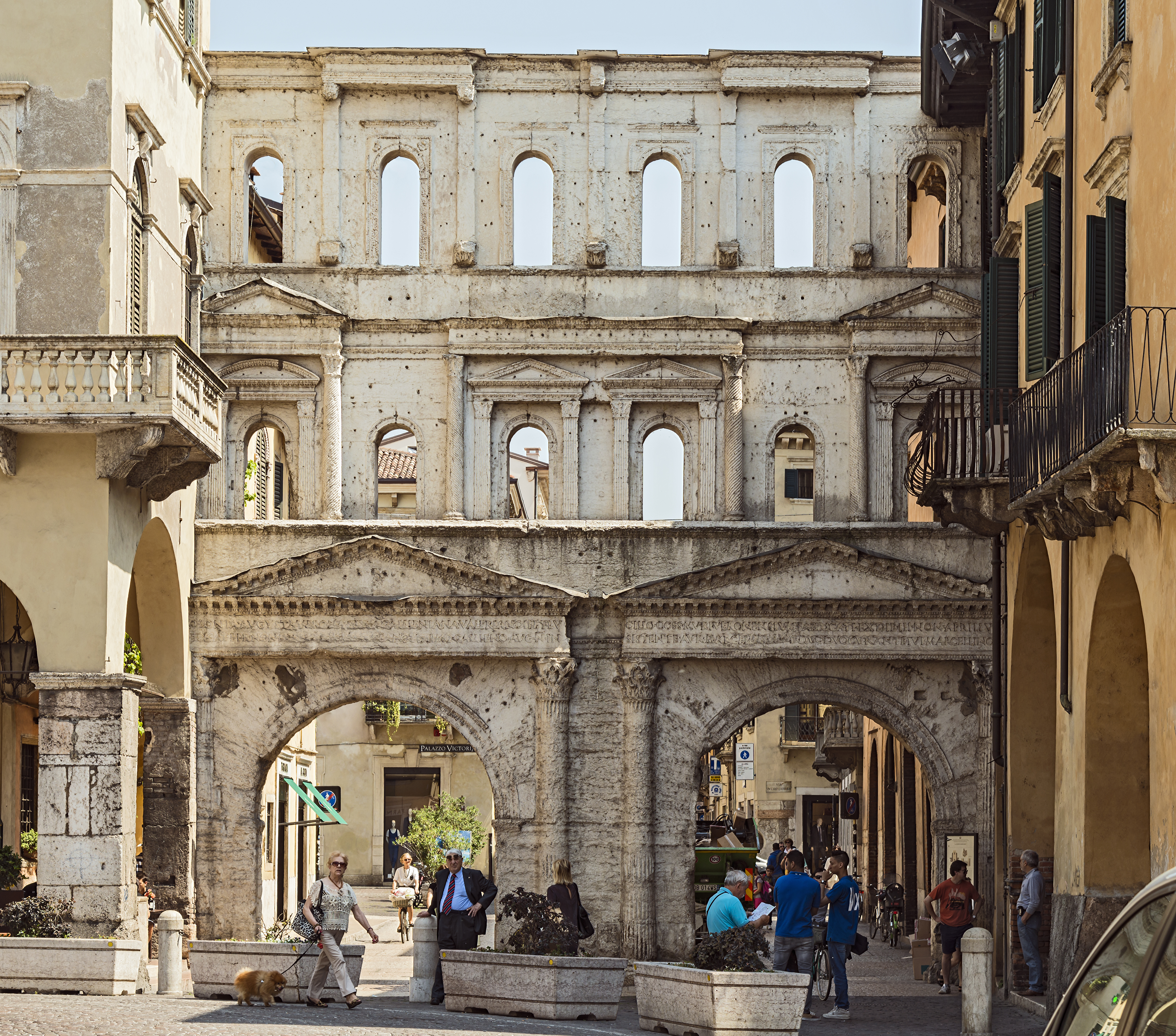
Porta Borsari

Andere Baudenkmäler aus dem Altertum sind die ehemaligen römischen Stadttore Porta Borsari und Porta Leoni, die beide im 1. Jahrhundert v. Chr. noch zu Zeiten der römischen Republik mit den angrenzenden Stadtmauern errichtet wurden. Die Porta Borsari, von den Römern als Porta Iovia bezeichnet, lag am decumanus maximus über den auch die Via Postumia führte. Von dem ehemaligen Tor ist nur die unter Kaiser Claudius im 1. Jahrhundert n. Chr. errichtete dreigeschossige, monumental gestaltete Außenfassade erhalten, hinter der das eigentliche Tor aus Mauerziegeln lag. Eine Inschrift erinnert an den unter Kaiser Gallienus 265 n. Chr. erfolgten Neubau der Stadtmauern.

## Mittelalterliches Zentrum

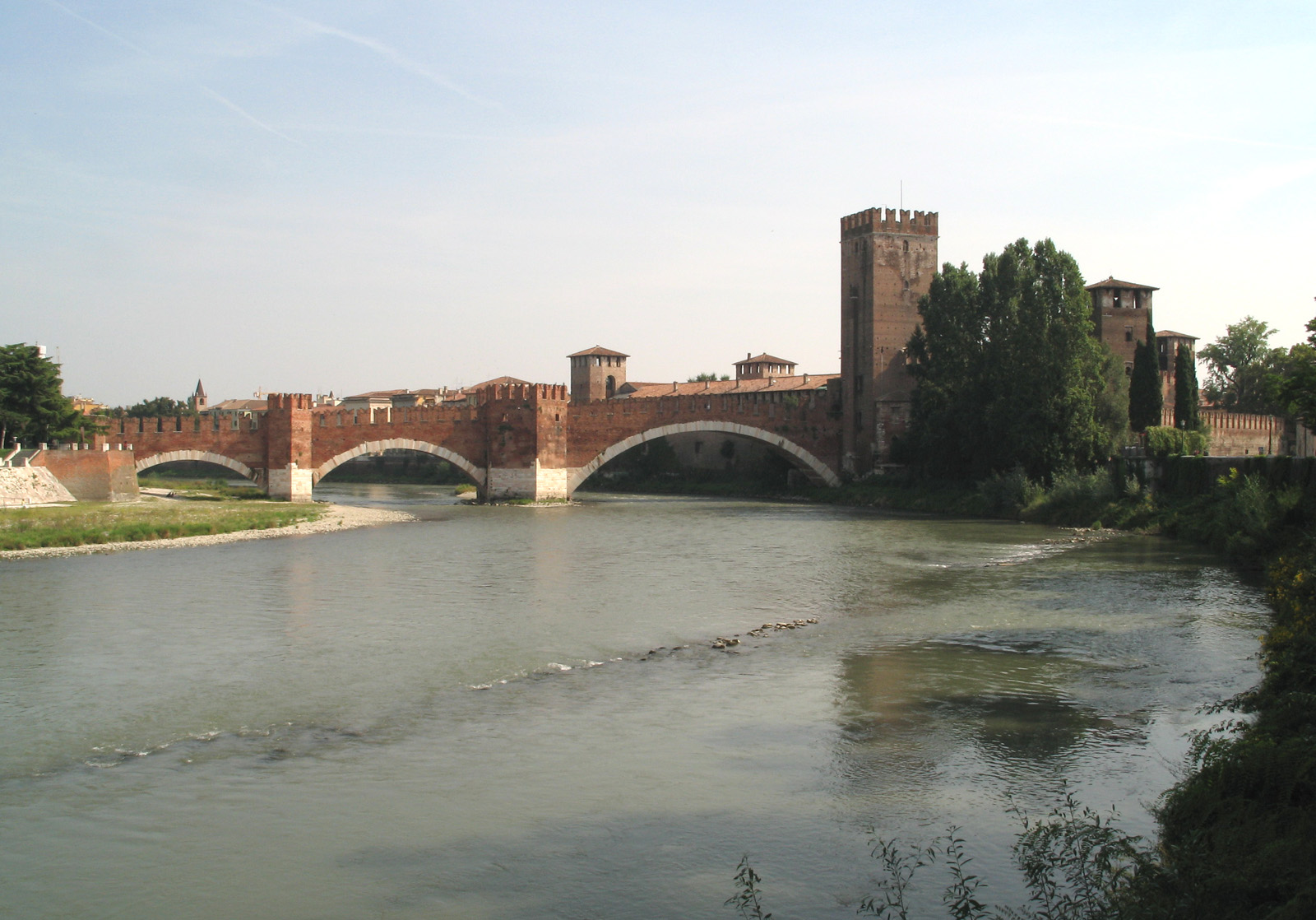
Castelvecchio und Ponte Scaligero

### Castelvecchio und Ponte Scaligero
Das von 1354 bis 1356 von Cangrande II. della Scala erbaute Castelvecchio der Herren della Scala an der Etsch und die mit Zinnen bekrönte Festungsbrücke gelten als architektonische Meisterwerke. Zweck des Kastells und der Ponte Scaligero war es, den Fluchtweg der Scaliger zum anderen Ufer der Etsch zu sichern. Die dreibögige Scaligerbrücke war zur Zeit ihrer Fertigstellung 1356 mit einer Hauptspannweite von knapp 49 m die größte Segmentbogenbrücke der Welt. Die Burg beherbergt heute ein Museum mit Werken der Veroneser Malerei und Skulpturen aus dem Mittelalter.
Am Corso Cavour, zwischen dem Castelvecchio und der Porta Borsari, der dann bis zur Porta Nuova Corso Castelvecchio heißt, stehen eine Anzahl sehenswerter Paläste. Im Palazzo Scannagatti (1530 bis 1537) ist das Museo Civico di Storia Naturale (Naturhistorisches Museum) untergebracht.

### Piazza delle Erbe

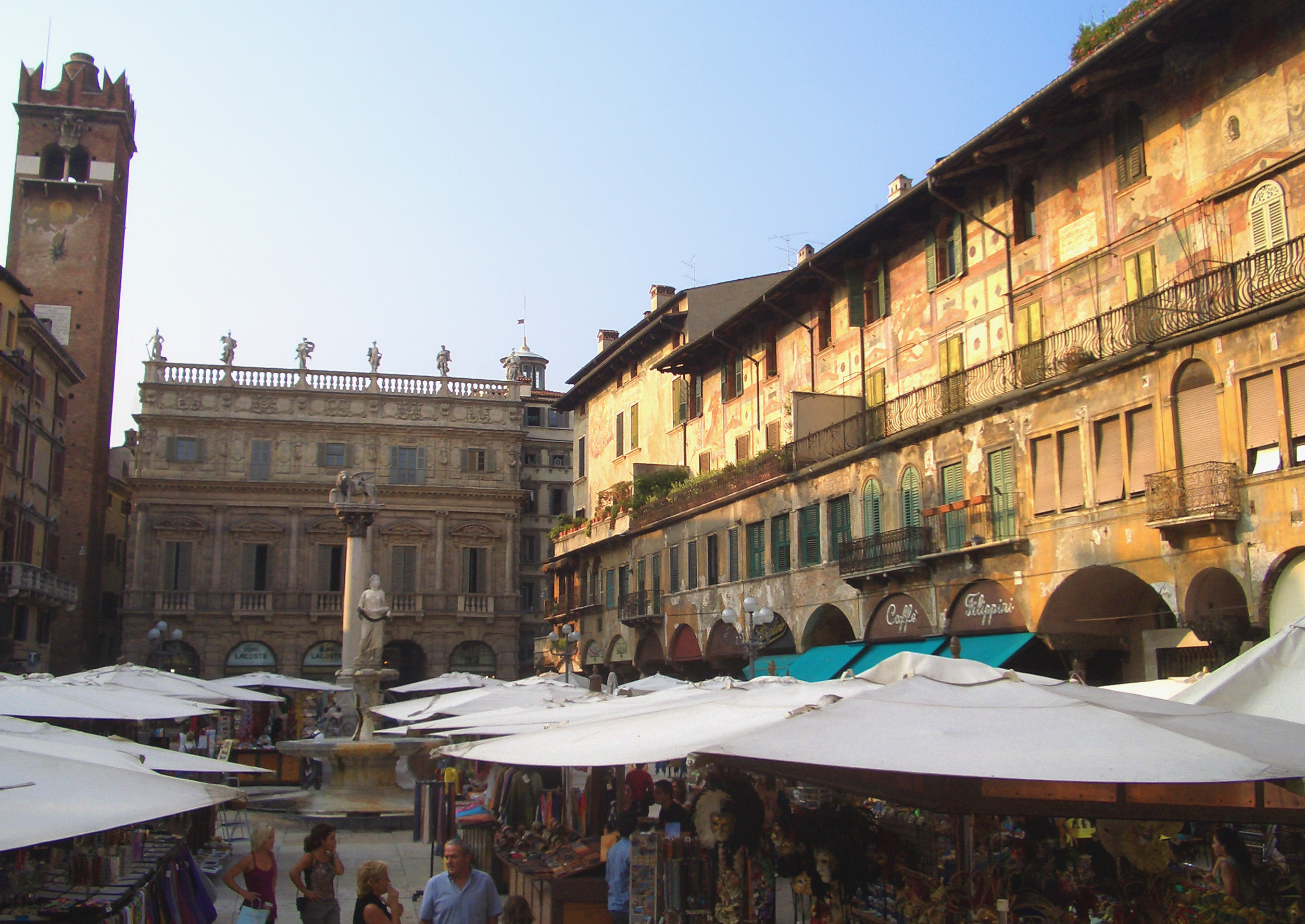
Die Piazza delle Erbe

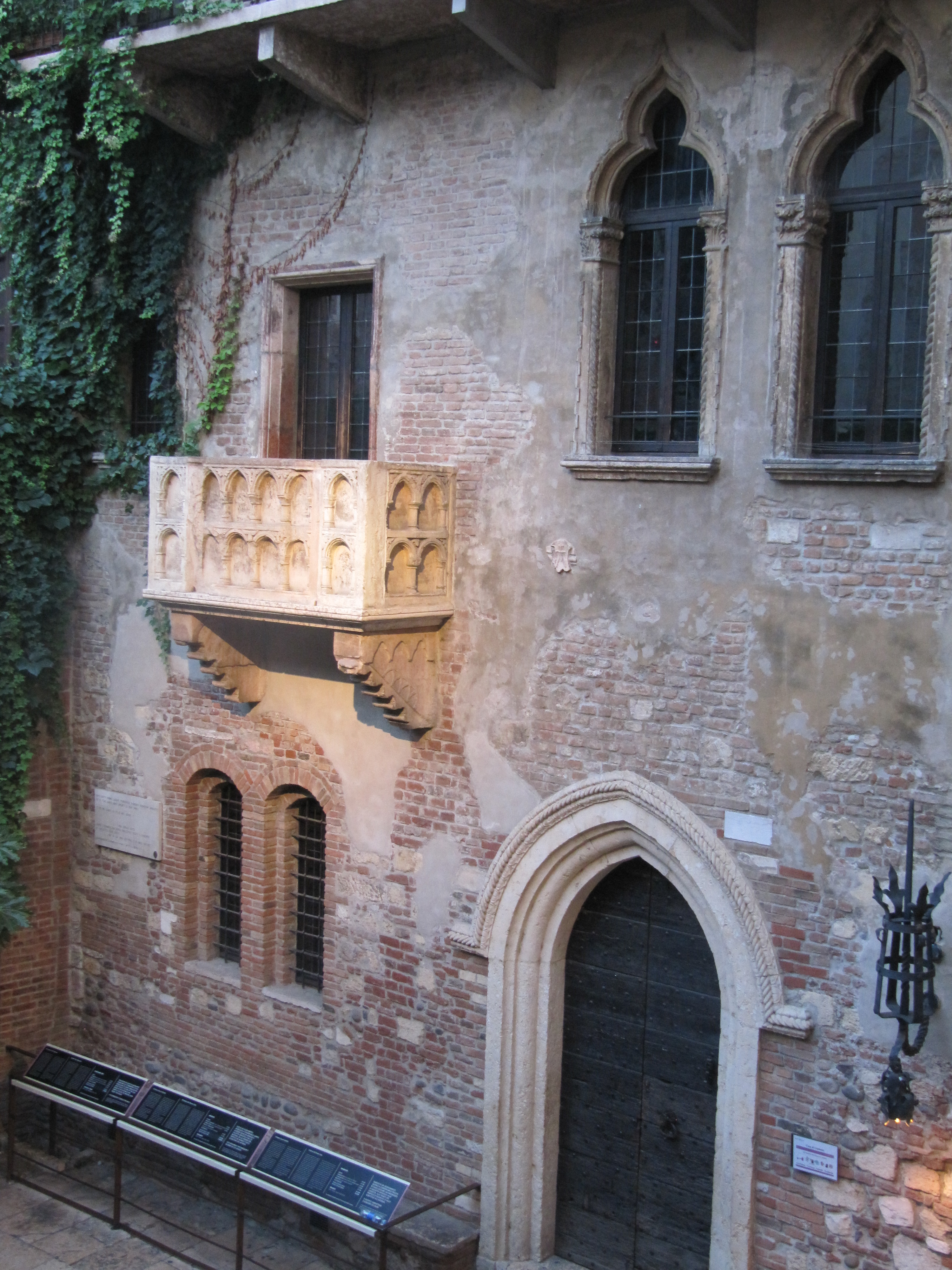
Haus der Julia (Casa di Giulietta)

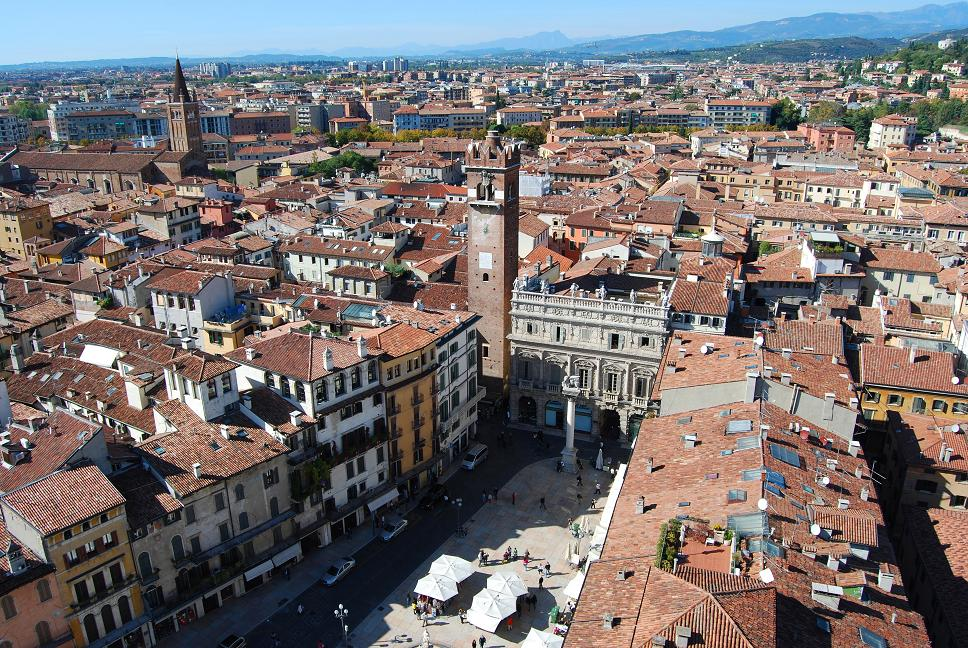
Blick auf die Piazza delle Erbe vom Turm Torre dei Lamberti aus

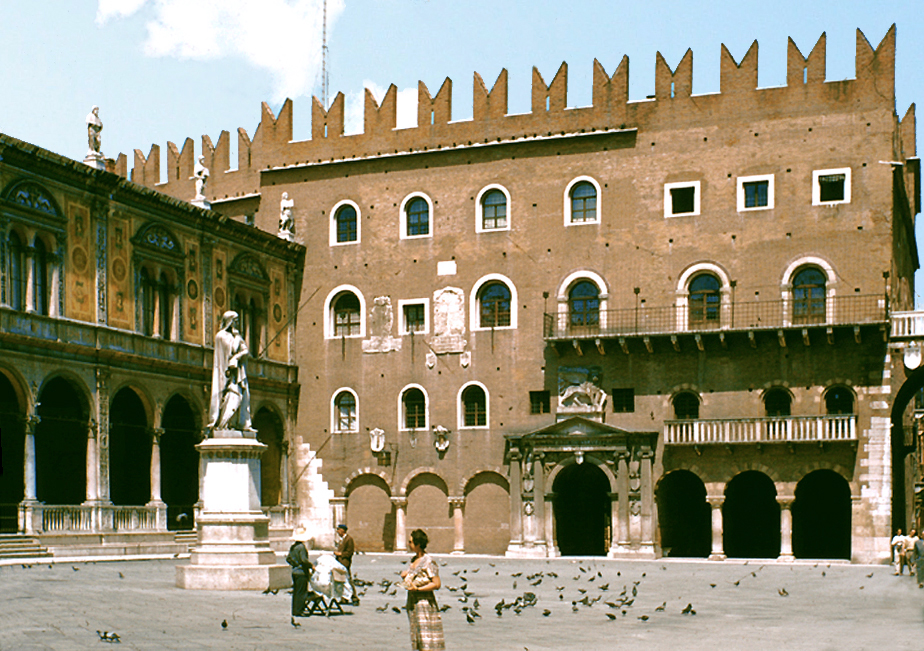
Piazza dei Signori, Palazzo del Governo und Loggia

Historische Fassaden aus verschiedenen Jahrhunderten umgeben die Piazza delle Erbe, Marktplatz und Versammlungsort der mittelalterlichen Stadtrepublik. An der dem Durchgang zur Piazza dei Signori gegenüberliegenden Schmalseite des Platzes stehen der wuchtige, an römische Barockbauten erinnernde Palazzo Maffei von 1668 und der mittelalterliche Uhrturm Torre del Gardello aus dem 14. Jahrhundert. Davor ragt eine Marmorsäule mit dem geflügelten Markuslöwen empor. Die mittelalterlichen Bürgerhäuser der Casa dei Mazzanti mit ihren Fresken begrenzen den Platz nach Osten. Im Zentrum thront über einem antiken Brunnenbecken die schon bald nach der Errichtung im 14. Jahrhundert zum Symbol der Stadt gekürte „Madonna Verona“.
Von der Piazza delle Erbe sind es nur wenige Schritte zum Haus der Julia (Casa di Giulietta) mit dem berühmtesten Balkon der Literaturgeschichte. Für die Figuren in dem Schauspiel Romeo und Julia von Shakespeare gab es keine historischen Vorbilder und auch keinen Balkon der Julia. Der Balkon wurde in den 1930er Jahren nachträglich angebaut und war zuvor Teil eines Sarkophags. Was heute als Haus der Julia zur Besichtigung angeboten wird, ist immerhin der Rest eines großen palastartigen Baues, der im 14. Jahrhundert im Besitz der Familie dal Capello war, die mit den Capulets identifiziert wurde (Montagues und Capulets). Vor dem Umbau war das Haus allerdings als Gasthof und teils als Stall genutzt worden.

### Piazza dei Signori
Mit befestigten Privatpalästen hatten die Scaliger die Piazza dei Signori mit dem Denkmal Dantes (von Zannoni) umbaut. Kommt man von der Piazza delle Erbe, passiert man den Palazzo dei Giudici. In dem Gebäude aus dem 17. Jahrhundert walteten die venezianischen Richter einst ihres Amtes. Rechter Hand stehen der romanische Palazzo del Comune von 1194 mit dem 83 m hohen Torre dei Lamberti sowie der Justizpalast von 1365.
Die gegenüber liegende Schmalseite der Piazza nimmt der Palazzo del Governo mit seinem Zinnenkranz ein. Wo einst die Scaliger residierten, ist heute die Provinzregierung untergebracht. Direkt neben den düsteren gotischen Palästen der gestürzten Scaliger erbauten die neuen Herren aus Venedig nach der Machtübernahme im 15. Jahrhundert die Loggia del Consiglio, auch Loggia di Fra Giocondo genannt, im Stil der Renaissance.

### Sakralbauten

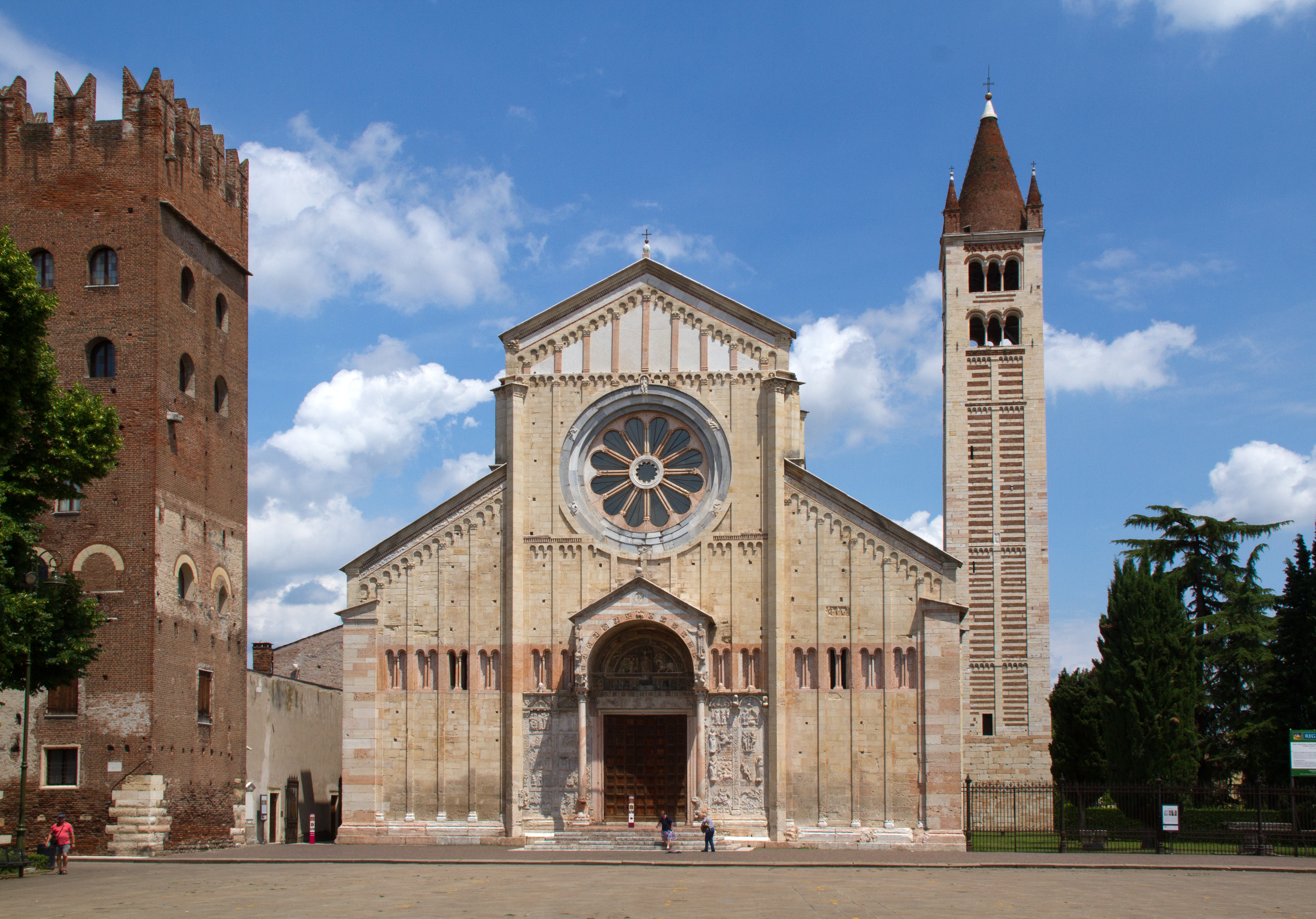
Basilika San Zeno Maggiore

#### San Zeno Maggiore
Die Basilika San Zeno Maggiore ist ein romanischer Bau aus dem 11. und 12. Jahrhundert. Der Turm der Abtei und der Turm der dreischiffigen Basilika bilden einen ansprechenden Rahmen für die Fassade der Kirche, die durch eindrucksvolle Farbgebung, harmonischen Baustil und schlichte Verzierungen besticht. Besonders ansprechend ist die große Fensterrose über dem Bau- und Skulpturenkomplex im Eingangsbereich.

#### San Lorenzo
Zwischen dem Castelvecchio und der Porta dei Borsari steht zurückgesetzt die Kirche San Lorenzo, die ebenfalls aus dem 11. und 12. Jahrhundert stammt. Es ist eine romanische Emporenbasilika mit fünf Apsiden, die aus einem karolingischen Vorgängerbau hervorging. Im dreischiffigen Innenraum ist nahezu nichts von der ursprünglichen Ausstattung erhalten, da die Kirche im Zweiten Weltkrieg schwer beschädigt wurde.

#### Dom Santa Maria Matricolare

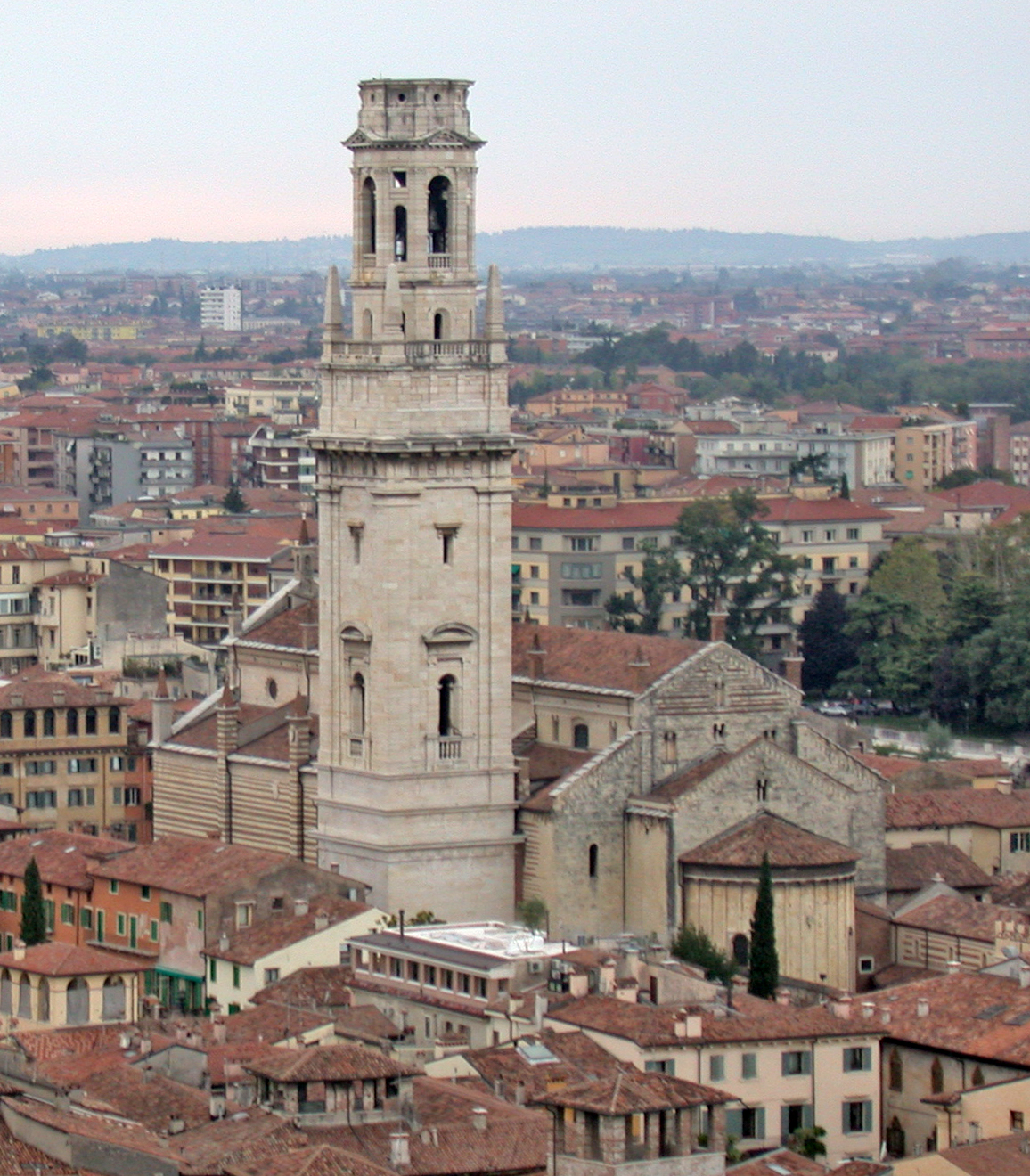
Der Dom Santa Maria Matricolare

Der Dom Santa Maria Matricolare wurde im Jahre 1187 geweiht und vereint sowohl romanische als auch gotische Bestandteile. Bekannt ist vor allem das Portal von Nicolò mit seinen zeitgenössischen romanischen Steinmetzarbeiten; im Innenraum sind es die Fresken von 1500, das Altargemälde von Tizian und die 1122 bis 1135 erbaute romanische Taufkapelle. Neben der Chorpartie des Doms führt eine Tür zum Baptisterium San Giovanni in Fonte. In der dreischiffigen Basilika steht das berühmte romanische Taufbecken, gehauen aus einem einzigen rosafarbenen Monolith aus Veroneser Marmor.

#### San Fermo Maggiore
San Fermo Maggiore ist eine gotische Kirche mit schöner Holzdecke und romanischer Krypta. Der Bau wurde 1065 von Benediktinermönchen begonnen und im Jahr 1138 vollendet. Im 13. Jahrhundert übernahmen die Franziskaner San Fermo Maggiore und bauten sie nach ihren Maßstäben um. Die Fassade zeigt sowohl romanische als auch gotische Stilelemente.

#### Sant’Anastasia

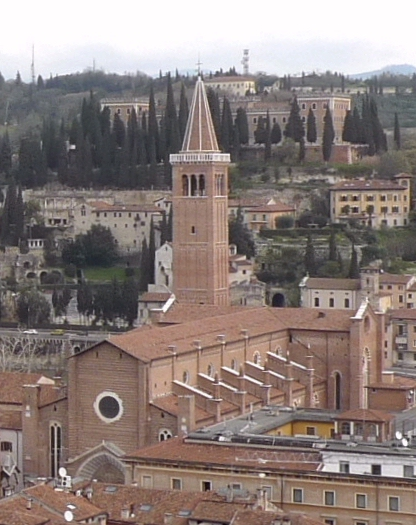
Sant’Anastasia

Die Chiesa di Sant’Anastasia ist die größte gotische Kirche Veronas. Sie wurde von den Dominikanern um 1290 begonnen und 1481 fertiggestellt. Ihre Fassade blieb unvollendet.
Der von hohen Marmorsäulen dreischiffig aufgeteilte Innenraum ist reich ausgestaltet. Ein farbiger Fußboden und ornamentale Gewölbeausmalungen prägen das Bild. Zu den besonderen Sehenswürdigkeiten gehört neben den Grabdenkmälern, Altären und anderen Skulpturen des 15. bis 17. Jahrhunderts vor allem das berühmte Fresko „Aufbruch des hl. Georg zum Kampf mit dem Drachen“ von Antonio Pisanello (1433–1438). Es gilt in der Kunstgeschichte als der Höhepunkt und Endpunkt der höfischen Gotik in Oberitalien.

#### Santa Maria Antica

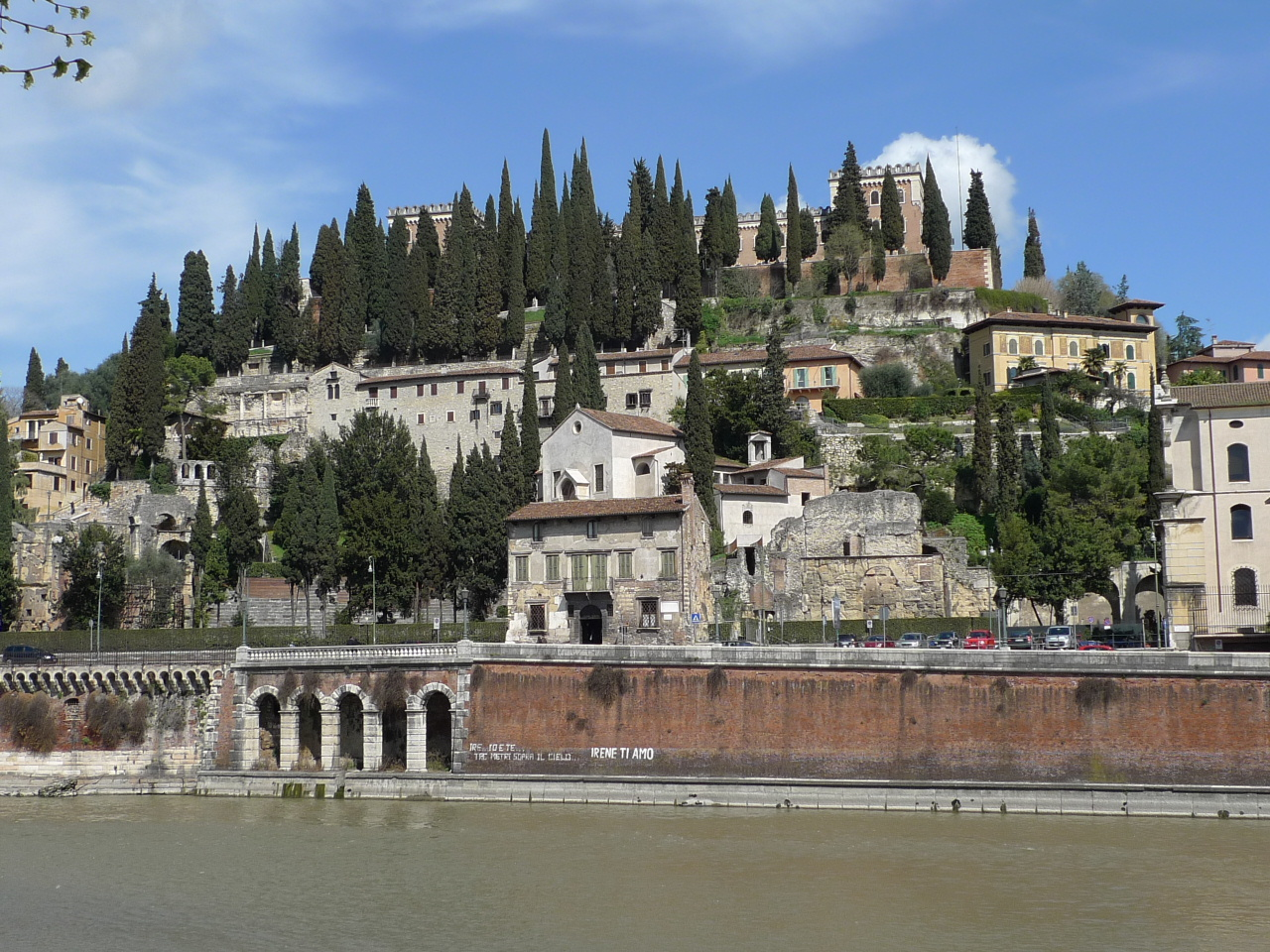
Hügel S. Pietro mit dem Teatro Romano di Verona, dem archäologischen Museum im römischen Theater – dem ehemaligen Kloster des Hl. Hieronymus – und dem Castel San Pietro

Nahe der Piazza dei Signori befindet sich die kleine Kirche Santa Maria Antica aus dem 8. Jahrhundert. Sie war für die Scaliger eine Art Hauskirche. Daneben erstreckt sich der Privatfriedhof der Familie (arche scaligere) mit prunkvollen gotischen Grabmälern. Nur wenige Meter östlich entfernt das angebliche Haus des Romeo.

## Museen

Blick vom Hügel San Pietro über Verona

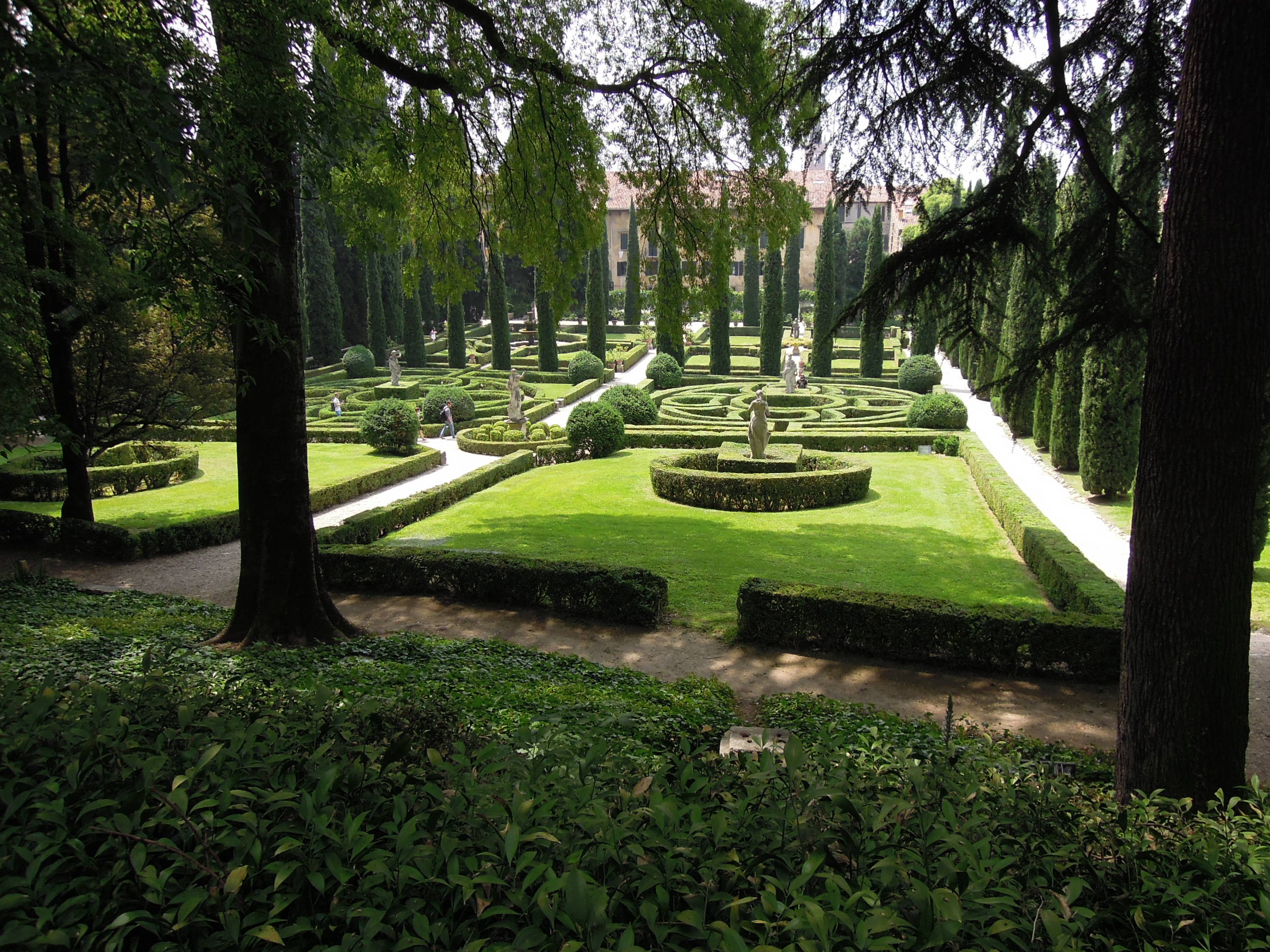
Garten des Palazzo Giusti

Das Museo Lapidario Maffeiano ist eines der ältesten archäologischen Museen in Europa. Es wurde in der ersten Hälfte des 18. Jahrhunderts von dem Veroneser Literaten Scipione Maffei eingerichtet und es zeigt etruskische, griechische und römische Fundstücke. Das Museo Archeologico im Teatro Romano beherbergt eine sehenswerte Sammlung an etruskischen und unteritalischen Bronzen sowie Funden aus römischer Zeit. Wechselnde Fotoausstellungen finden in den Scavi Scaligeri – einer unterirdischen Ausgrabungsstätte – statt. Im Palazzo Forti sind regelmäßig wechselnde Ausstellungen zu moderner Kunst zu sehen. Das im Jahr 2020 eröffnete Palazzo Maffei Casa Museo beherbergt die Sammlung des Veroneser Luigi Carlon mit einer informativen Gegenüberstellung von alten Werken mit denen moderner Künstler (u. a. Marinetti, Martini, Modigliani, Picasso und Warhol) im restaurierten Palazzo Maffei. Das Museum des Castelvecchio ist eines der bedeutendsten Kunstmuseen Veneziens. Es zeigt eine Sammlung mittelalterlicher Skulpturen und Bilder. Der Museo civico di Storia Naturale (Stadtmuseum der Naturgeschichte) im Palazzo Pompei, beherbergt neben Fossilien auch Sammlungen zur Mineralogie, Geologie, Botanik, Zoologie und Volkskunde.

## Weitere Sehenswürdigkeiten
- Ponte Pietra: Brücke aus der Römerzeit
- Santuario della Madonna di Lourdes: ehemalige österreichische Festungsanlage San Leonoardo aus dem 19. Jahrhundert hoch über der Stadt, in den 1950er Jahren zur Wallfahrtskirche umgewandelt
- Porta dei Leoni: Ausgrabungen aus der Römerzeit
- Arche Scaligeri: Grab der Scaliger
- Castel San Pietro: Burg oberhalb Veronas
- Giardino Giusti: Italienischer Garten des Palazzo Giusti mit Blick auf Verona
- Sante Teuteria e Tosca: romanische Kirche mit älterer Bausubstanz
- Romeo und Julia: Haus der Julia, Haus des Romeo, Grab der Julia, Grab des Romeo
- Synagoge

## Klima
Das Klima Veronas ist warmgemäßigt, jedoch aufgrund der Lage im Landesinneren der Po-Ebene kontinental ausgeprägt, sodass es im Winter, vor allem in den Monaten Januar und Februar häufiger zu Frösten kommen kann. Die Sommer sind heiß, gelegentlich können über 37 °C erreicht werden.
|                       | Jan  | Feb  | Mär  | Apr  | Mai  | Jun  | Jul  | Aug  | Sep  | Okt  | Nov  | Dez  |   |       |
| Mittl. Tagesmax. (°C) | 6,1  | 8,9  | 13,4 | 17,2 | 22,7 | 26,3 | 29,2 | 28,8 | 24,4 | 18,0 | 11,0 | 6,7  | ⌀ | 17,8  |
| Mittl. Tagesmin. (°C) | −1,2 | 0,1  | 3,4  | 6,8  | 11,7 | 15,4 | 18,0 | 17,8 | 13,7 | 8,7  | 3,2  | −0,4 | ⌀ | 8,1   |
|                       |      |      |      |      |      |      |      |      |      |      |      |      |   |       |
| Niederschlag (mm)     | 50,9 | 43,3 | 48,7 | 70,4 | 74,2 | 87,2 | 62,6 | 81,7 | 76,2 | 91,0 | 64,8 | 52,5 | Σ | 803,5 |
|                       |      |      |      |      |      |      |      |      |      |      |      |      |   |       |
| Sonnenstunden (h/d)   | 3    | 4    | 5    | 6    | 8    | 9    | 10   | 8    | 7    | 5    | 2    | 3    | ⌀ | 5,8   |
|                       |      |      |      |      |      |      |      |      |      |      |      |      |   |       |
| Regentage (d)         | 6,8  | 5,1  | 6,0  | 8,9  | 8,6  | 8,6  | 5,5  | 5,8  | 6,0  | 7,4  | 7,1  | 6,2  | Σ | 82    |

| −1,2 |

| 0,1 |

| 3,4 |

| 6,8 |

| 11,7 |

| 15,4 |

| 18,0 |

| 17,8 |

| 13,7 |

| 8,7 |

| 3,2 |

| −0,4 |

| −1,2 |

| 0,1 |

| 3,4 |

| 6,8 |

| 11,7 |

| 15,4 |

| 18,0 |

| 17,8 |

| 13,7 |

| 8,7 |

| 3,2 |

| −0,4 |

| N i e d e r s c h l a g | 50,9 | 43,3 | 48,7 | 70,4 | 74,2 | 87,2 | 62,6 | 81,7 | 76,2 | 91,0 | 64,8 | 52,5 |
|                         | Jan  | Feb  | Mär  | Apr  | Mai  | Jun  | Jul  | Aug  | Sep  | Okt  | Nov  | Dez  |

## Verkehr
Verona ist ein wichtiger Knotenpunkt des italienischen Autobahnnetzes. Die Europastraße 45 (Brennerautobahn A22) kreuzt hier die Europastraße 70 (A4). 
Verona ist auch ein zentraler Eisenbahnknotenpunkt Norditaliens; die Nord-Süd-Verbindungen (im Raum Verona bestehend aus der Brennerbahn und ihren südlichen Fortsetzungen Verona–Bologna und Verona–Mantua–Modena) kreuzen hier die Ost-West-Verbindung Mailand–Venedig. Der Hauptbahnhof der Stadt ist Verona Porta Nuova. Im Südwesten Veronas liegt das bedeutende Güterverkehrszentrum Quadrante Europa.
Südwestlich der Stadt liegt der Flughafen Verona. 
Der innerstädtische öffentliche Verkehr wird durch Busse der Azienda Trasporti Verona betrieben. Hauptumstiegspunkte sind der Hauptbahnhof Porta Nuova, Arena und Ospedale Maggiore.

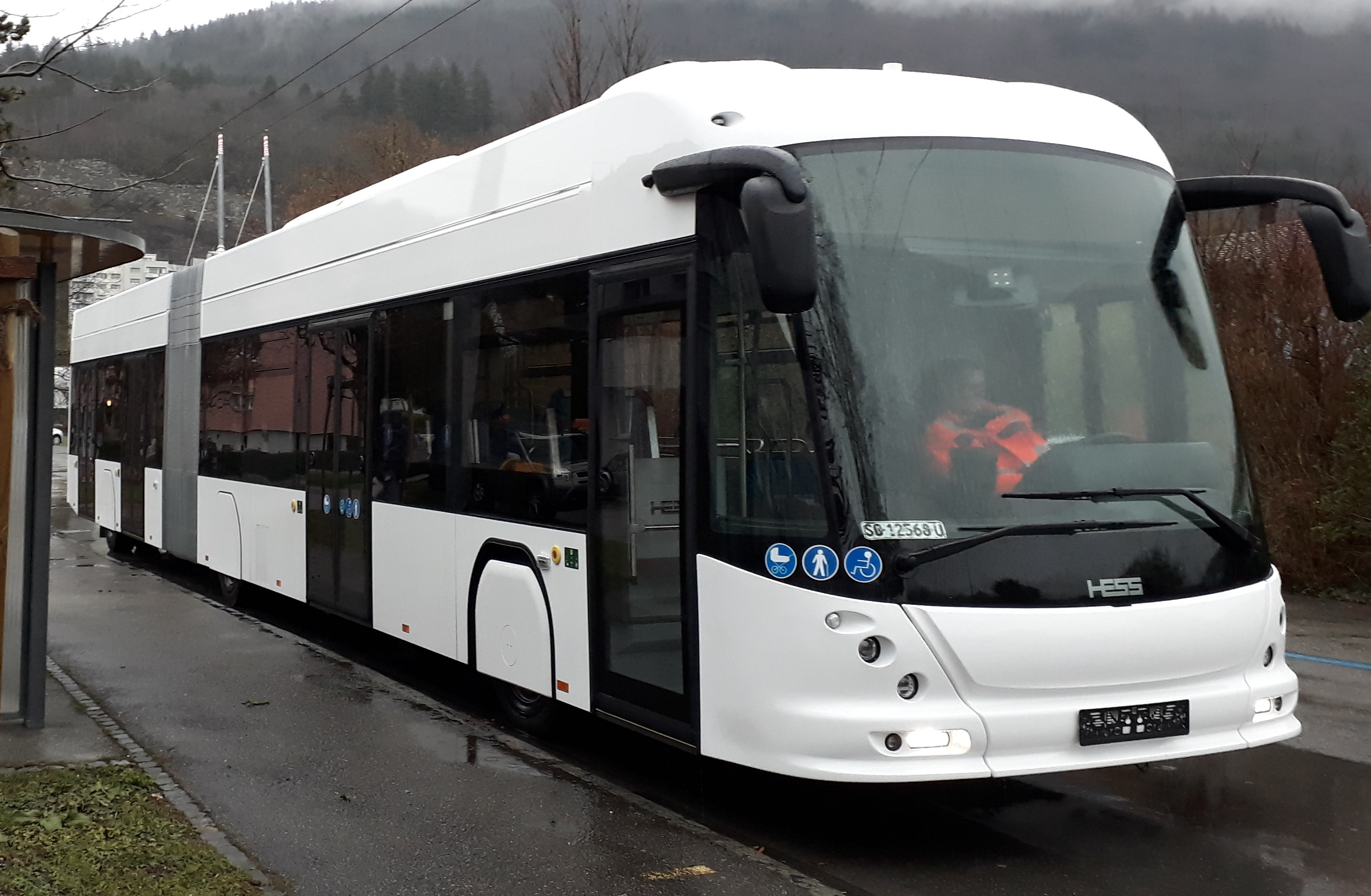
Eines der für den zukünftigen Oberleitungsbusbetrieb vorgesehenen Fahrzeuge

Der innerstädtische Personennahverkehr wird derzeit mit Stadtbussen, welche von der Verkehrsgesellschaft Azienda Trasporti Verona (ATV) betrieben werden, abgewickelt. In Zukunft ist die Errichtung eines Oberleitungsbusnetzes mit vier Linien vorgesehen. Ursprünglich war eine Eröffnung des Betriebes, der in den Außenbezirken Oberleitungen sowie in der Innenstadt einen Akkuantrieb verwenden wird, für das Jahr 2022 vorgesehen. Aufgrund von Veränderungen an der ursprünglichen Planung und einer verspäteten Zulassung der für den Betrieb vorgesehenen Fahrzeuge von Typ Hess Swisstrolley, von denen 39 Stück bestellt wurden, soll der Bau im April 2023 beginnen und die Eröffnung Anfang 2026 anlässlich der in diesem Jahr in Verona stattfindenden olympischen Winterspiele erfolgen.

## Sport
Der Fußballverein Hellas Verona spielte in der ersten (Serie A) und zweiten (Serie B) italienischen Liga und gewann in der Saison 1984/85 die italienische Meisterschaft. In der Saison 2005/06 spielte Verona in der Serie B, stieg aber nach der Relegation ab. Nach Abstieg in der Saison 2015/16, spielt Hellas Verona seit der Saison 2019/20 erneut in der Serie A. Der kleinere Verein Chievo Verona hingegen spielte von 2001 bis 2007 sowie von 2008 bis 2019 in der Serie A. Inzwischen spielt Chievo nach einer Insolvenz in der viertklassigen Serie D. Beide Mannschaften tragen ihre Heimspiele im Stadio Marcantonio Bentegodi aus, welches mitten in einem Wohngebiet unweit des Hauptbahnhofs liegt. Der dritterfolgreichste Verein ist Virtus Verona und spielt in der drittklassigen Serie C.
In den Jahren 1999 und 2004 richtete Verona die UCI-Straßen-Weltmeisterschaften aus.

## Persönlichkeiten
Bürgermeister von Verona ist Damiano Tommasi.
Bekannte Persönlichkeiten der Stadt sind in der Liste von Persönlichkeiten der Stadt Verona aufgeführt.

## Städtepartnerschaften
Verona listet acht Partnerstädte und 17 Städtefreundschaften auf:
| Stadt                 | Land                | Typ                | seit |
| --------------------- | ------------------- | ------------------ | ---- |
| Albany                | Vereinigte Staaten  | Partnerstadt       |      |
| Ayacucho              | Peru                | Städtefreundschaft |      |
| Bethlehem             | Palästina           | Städtefreundschaft |      |
| Detmold               | Deutschland         | Städtefreundschaft | 2006 |
| Fresno                | Vereinigte Staaten  | Städtefreundschaft | 2000 |
| Johannesburg          | Südafrika           | Partnerstadt       |      |
| Kasan                 | Russland            | Städtefreundschaft |      |
| Korça                 | Albanien            | Städtefreundschaft |      |
| Korfu                 | Griechenland        | Städtefreundschaft |      |
| Košice                | Slowakei            | Städtefreundschaft | 1992 |
| Kragujevac            | Serbien             | Städtefreundschaft |      |
| München               | Deutschland         | Partnerstadt       | 1960 |
| Nagahama              | Japan               | Partnerstadt       | 1992 |
| Namwon                | Südkorea            | Städtefreundschaft | 2008 |
| Nîmes                 | Frankreich          | Partnerstadt       | 1960 |
| Ningbo                | Volksrepublik China | Städtefreundschaft | 2005 |
| Prilep                | Nordmazedonien      | Städtefreundschaft |      |
| Pula                  | Kroatien            | Partnerstadt       | 1980 |
| Ra’anana              | Israel              | Städtefreundschaft | 1998 |
| Saint-Josse-ten-Noode | Belgien             | Partnerstadt       |      |
| Salzburg              | Österreich          | Partnerstadt       | 1973 |
| Tirana                | Albanien            | Städtefreundschaft | 2015 |
| Zhuji                 | Volksrepublik China | Städtefreundschaft |      |
| Zintan                | Libyen              | Städtefreundschaft |      |
| Hangzhou              | Volksrepublik China | Städtefreundschaft |      |

Außerdem bestehen Städtefreundschaften mit
- Jagodina, Serbien
- Maschhad, Iran
- Nürnberg, Deutschland, seit 2006[28]